# Acanthastrea
Genre
Acanthastrea est un genre de coraux durs de la famille des Lobophylliidae ou de la famille des Mussidae.

## Liste d'espèces
Le genre Acanthastrea comprend les espèces suivantes :
| Selon World Register of Marine Species (5 juillet 2015) : - Acanthastrea bowerbanki Milne Edwards, 1857 - Acanthastrea brevis Milne Edwards & Haime, 1849 - Acanthastrea echinata Dana, 1846 - Acanthastrea faviaformis Veron, 2000 - Acanthastrea hemprichi Ehrenberg, 1834 - Acanthastrea hillae Wells, 1955 - Acanthastrea ishigakiensis Veron, 1990 - Acanthastrea lordhowensis Veron & Pichon, 1982 - Acanthastrea regularis Veron, 2000 - Acanthastrea rotundoflora Chevalier, 1975 - Acanthastrea simplex Crossland, 1848 - Acanthastrea subechinata Veron, 2000 | Selon ITIS (5 juillet 2015) : - Acanthastrea amakusensis Veron, 1990 - Acanthastrea bowerbanki Milne-Edwards & Haime, 1857 - Acanthastrea echinata Dana, 1846 - Acanthastrea hemprichii Ehrenberg, 1834 - Acanthastrea hillae Wells, 1955 - Acanthastrea ishigakiensis Veron, 1990 - Acanthastrea lordhowensis Veron & Pichon, 1982 - Acanthastrea maxima Sheppard & Salm, 1988 - Acanthastrea minuta Moll & Best, 1984 - Acanthastrea rotundaflora Chevalier, 1975 |